# باربنتن
باربنتن (به فرانسوی: Barbentane) یک کمون (فرانسه) در فرانسه است که در بوش-دو-رون واقع شده‌است. باربنتن ۲۷٫۱۳ کیلومتر مربع مساحت دارد ۵۱ متر بالاتر از سطح دریا واقع شده‌است.

## خواهرخوانده
شهر سیون خواهرخواندهٔ باربنتن هست.